# 이시구로 다다노리
이시구로 다다노리(일본어: 石黒忠悳, 1845년 3월 18일(고카 2년 2월 11일) ~ 1941년(쇼와 16년) 4월 26일)는 메이지 시대에 활동한 의사이다. 일본 육군의 군의였으며 초창기 일본 군의관 제도를 확립하였다. 군의총감, 일본 적십자사 사장을 역임하였으며 작위는 자작이고 의학박사이다.

## 생애
아명은 요타로(庸太郎)이고, 아버지 히라노 슌사쿠(平野順作)는 에도 막부의 하급 역인이었으며 그가 오슈시(奥州)에서 근무할 때에 태어났다. 부모가 일찍 사망하자 16세 때에 아버지의 누이가 시집을 가 있던 에치고국 산시마 군(三島郡) 가타가이 촌(片貝村, 현재 니가타현 오지야시)의 이시구로 가문(石黒家)의 양자가 되었다. 마쓰시로번의 사쿠마 쇼잔(佐久間象山)을 만나 감명을 받았으며, 에도(江戶)에 가서 막부의 의학소(훗날 대학동교(大学東校)이자 현재 도쿄 대학 의학부)를 졸업하였다.
1871년에 마쓰모토 료준(松本良順)의 권유로 병부성에 들어가 군의가 되었으며, 사가의 반란(佐賀の乱), 세이난 전쟁에 종군하였다. 1890년에 육군군의총감으로 승진함과 동시에 육군군의의 인사권을 갖는 육군성 의무국장으로 취임하였다. 청일 전쟁 때에 의무국장으로서 대본영 육군부의 야전위생장관으로 근무하였는데 육군에서 유행한 각기병 참해의 책임이 지적되었다. 전쟁 이후에 다카시마 도모노스케(高島鞆之助)가 육군 대신으로 취임하면서 군의제도를 확립한 공로자이지만 1897년에 의무국장을 사임하게 된다. 그러나 조슈 번의 야마가타 아리토모(山県有朋)와 사쓰마 번의 오야마 이와오(大山巌), 고다마 겐타로(児玉源太郎)와의 친분으로 이후에도 육군 군의부(육군 위생부로 개칭)에 영향력을 행사하였다. 1901년에 예비역(予備役), 1907년에 후비역(後備役), 1912년에 퇴관하였다.
귀족원 칙선의원, 일본 적십자사의 제4대 사장 등을 역임하였으며, 1895년에 남작, 1920년에는 자작이 되었다.